# Zeche Zollstraße
Die Kleinzeche Zollstraße war eine kurzlebige Kleinzeche, wie sie nach dem Zweiten Weltkrieg häufig waren. Benannt war sie nach dem gleichnamigen benachbarten Straßenzug in Wattenscheid-Höntrop.
Nach der Gründung des Bergwerksunternehmens Zollstraße 1949 erfolgte die Teufe des Schachtes Zollstraße. Um 1955 legte man einen neuen Schacht namens Lucia an. Im Jahre 1956 wurden 37.000 Tonnen Kohle gefördert.
1963 erfolgte die Stilllegung der Kleinzeche Zollstraße wegen der Kohlekrise. 1964 wurden die Schächte verfüllt und im folgenden Jahr alle Übertageanlagen abgerissen.